# Himetric
Himetric ist eine im Computerbereich verwendete, von der Bildschirmauflösung unabhängige Längeneinheit.

## Definition
Ein Himetric ist ein Tausendstel eines Zentimeters, also 0,01 Millimeter. Die Anzahl der Himetriceinheiten in einer Linie von beispielsweise 10 Zentimetern ist 10.000. Die resultierende Linie, die auf einem Bildschirm ausgegeben wird, ist, unabhängig von der Größe des Videoanzeigebereichs, zehn Zentimeter lang. Himetric wandelt somit jede logische Einheit in einen Wert von 0,01 Millimeter um. Dabei wird die positive x-Koordinate rechts und die positive y-Koordinate oben gesetzt.

## Nutzen und Verwendungsbeispiel
In der Regel genügen ganzzahlige Zahlenwerte zum Speichern von in Himetric angegebenen Längen. Dies vermeidet unter anderem die bei Gleitkommazahlen auftretenden Rundungsfehler. Die Software Navision verwendet durchgehend Himetric für die Positionen und Abmessungen von Bildschirmelementen. Der Name Himetric wird jedoch nicht explizit erwähnt.